# Евсюковы
 Евсюковы — древние дворянские роды.

## Происхождение и история рода
Иван Евсюков с братьями и дядя Андрей-Сошка Александрович владели поместьями в Шелонской пятине (1539). В половине XVI века упомянут помещик Третьяк Евсюков и его сыновья: Иван, Пётр, Афанасий и Фёдор Третьяков сын Евсюков убит при взятии Казани (1552), его имя занесено в синодик Успенского собора на вечное поминовение. Михаил Евсюков упомянут на службе в войске казацкого атамана князя Константина Вишневецкого, в его походе по Днепру и в Чёрное море (1558). Иван Васильевич и Борис Михайловичи поручились по князю Ивану Фёдоровичу Мстиславскому (1571). Ломовский сын боярский Василий Прокофьевич Евсюков пожалован поместьями (1595). Емельян и Неустрой Даниловичи, Пётр Павлович владели поместьями в Старо-Оскольском уезде (1644).
Этот род внесён в VI и III части дворянских родословных книг: Пензенской и Тамбовской губерний.
Рязанскую ветвь Евсюковых основал выходец из Владимирской губернии — губернский секретарь Сергей Дмитриевич Евсюков, внесённый (10.06.1885) в VI часть дворянской родословной книги Рязанской губернии
Другой род Евсюковых восходит к началу XVIII века.

## Описание герба
Щит разделён на четыре части, посредине коих находится маленький голубого цвета щиток, с изображением в оном красного креста. В первой части, в серебряном поле, находится луна и вокруг неё восемь звезд. Во второй части, в золотом поле, в латах согнутая рука с подъятым вверх мечом. В третьей части, в красном поле, золотое стропило. В четвёртой части, в зелёном поле, золотой шишак.
Щит увенчан дворянскими шлемом и короной с тремя страусовыми перьями. Намёт на щите серебряный, подложен красным. Щитодержатели: два единорога. Герб рода Евсюковых внесён в Часть 10 Общего гербовника дворянских родов Всероссийской империи, стр. 101.

## Известные представители
- Евсюков - подпоручик Павловского гренадёрского полка, погиб в сражении при Красном, Смоленске (02-06 ноября 1812), его имя занесено на стену храма Христа Спасителя в г. Москва[2].